# Thamnocalamus
Genre
Thamnocalamus  est un genre de plantes monocotylédones de la famille des Poaceae (graminées), sous-famille des Bambusoideae, originaire d'Asie et d'Afrique australe, qui comprend 4 à 5 espèces selon les auteurs.
Ce genre est très proche parent de Fargesia. Certains auteurs considèrent que les deux genres doivent être fusionnés.
Étymologiele nom générique « Thamnocalamus » est formé de deux racines grecques : θαμνος (thamnos), buisson, arbuste, et κάλαμος (kalamos), latinisé en calamus, roseau, en référence au port buissonnant de la plante.

## Liste d'espèces
Selon World Checklist of Selected Plant Families (WCSP) (10 juillet 2017) :
- Thamnocalamus arunachalensis H.B.Naithani (2015)
- Thamnocalamus chigar (Stapleton) Stapleton (2007)
- Thamnocalamus ibityensis (A.Camus) Ohrnb. (1996)
- Thamnocalamus spathiflorus (Trin.) Munro (1868)
- Thamnocalamus unispiculatus T.P.Yi & J.Y.Shi (2007)

Selon The Plant List (10 juillet 2017) :
- Thamnocalamus chigar (Stapleton) Stapleton
- Thamnocalamus spathiflorus (Trin.) Munro
- Thamnocalamus tessellatus (Nees) Soderstr. & R.P.Ellis
- Thamnocalamus unispiculatus T.P.Yi & J.Y.Shi